# Tuvalu zenéje
Tuvalu nyolc lakott szigetből álló ország a Csendes-óceánban. Lakosai polinéz eredetűek. Zenéjükhöz sokféle táncot járnak. A legnépszerűbbek a fatele, a fakaseasea, a fakanu. Ezeket gyakran eljárták idegen országok vezetőinek fogadásakor is. A tuvalui stílus a következőképp jellemezhető: Polinézia zenei mikrokozmosza, ahol a jelenlegi és a régebbi idők zenéje egymás mellett él.
Az európaiak megjelenése előtti korszakot jellemző zene ismertetőjegyei a monoton recitálás (ez ma már kihalt), és a munkadalok, amiket az asszonyok énekeltek, hogy a férfiakat bíztassák munka közben.
A legnépszerűbb tuvalui tánczene a fatele, amire hatással volt az európai bevándorlók zenéje. A melankolikus és harmonikus hangzás jellemzi. Minden szigetet két részre osztottak, és versengve énekelték a dalokat. A líra szintén fontos szerepet játszik a zenében. A legidősebb emberek elkezdik lassan, halkan mondani az általuk kiválasztott dalt a községháza (maneapa) előtt, és ahogy mennek, egyre többen, egyre gyorsabban, és egyre hangosabban éneklik a szöveget. A ritmust üres kannákon, vagy fadobozokon játsszák. A táncosok eljátsszák a darabot, a zene a végén lesz a leghangosabb, majd hirtelen elhallgat. Ugyanez a hagyomány megtalálható Tokelau zenéjében is.
Elsődlegesen a fakanu és a fakaseasea Tuvalu két legtradicionálisabb tánca, melyek közül a fakanut ma már nem ropják, és a másikat is csak az idősebbek. Ez egy lassabb zene. A táncolási szabályok már eltűntek. A fakanua ritmusos tánc volt. Az emberek álltak, és  testüket himbálták. A misszionáriusok ezt túl erotikusnak találták, és idővel az ittlakók is elfelejtették. Mindkét táncot járták az ünnepekkor, a vezetők dicsérésére.
A fakanauk imaként való használata fontos része volt Tuvalu kultúrájának. Az előadást megelőzően az ima írója együtt gyakorol az előadókkal és elmondja a dalt alattvalójának, így van ideje elkészíteni az ajándékot. Az első dal után a készítő odaadja az ajándékot az előadónak, és gyakran ez többször megismétlődik.
Tuvalunak van hagyományos temetkezési éneke is, amit kupunak hívnak. Ez nagyban hasonlít a fakaseaseara.